# 盧克·羅伯斯
盧克·羅伯斯（英語：Luke Roberts，1977年—）是英國的一位演員。他最著名的作品是在BBC One醫療電視劇《霍爾比市》中飾演Joseph Byrne角色。他出出演過多部英國電視劇。

## 演出作品
- 《霍爾比市》
- 《黑帆》